# Brignamaro
Brignamaro è un arrondissement del Benin situato nella città di Kérou (dipartimento di Atakora) con 17 038 abitanti (dato 2006).